# I Told You I Was Trouble: Live in London
I Told You I Was Trouble: Live in London é um álbum de vídeo ao vivo da cantora e compositora britânica Amy Winehouse, lançado em DVD e Blu-ray em 5 de novembro de 2007 pela Island Records. Foi filmado em 29 de maio de 2007 no Shepherd's Bush Empire em Londres, Inglaterra. Em 11 de dezembro de 2015, o álbum foi lançado em vinil como parte de um conjunto de oito discos em vinil de edição limitada intitulado The Collection.
Inclui todos os sucessos de seu segundo álbum de estúdio, Back to Black (2006), além do show, o DVD traz ainda um documentário I Told You I Was Trouble sobre sua carreira, sua vida, seus planos futuros e ainda registros de sua mais recente turnê pela Europa e Estados Unidos.

## Faixas
1. "Intro" / "Addicted"
2. "Just Friends"
3. "Cherry"
4. "Back to Black"
5. "Wake Up Alone"
6. "Tears Dry on Their Own"
7. "He Can Hold Her"
8. "Doo Wop (That Thing)"
9. "Fuck Me Pumps"
10. "Some Unholy War"
11. "Love is a Losing Game"
12. "Valerie"
13. "Hey Little Rich Girl"
14. "Rehab"
15. "You Know I'm No Good"
16. "Me & Mr Jones"
17. "Monkey Man"
18. "Outro"
19. "Tears Dry On Their"
20. "He Can Only Hold Her" / "Doo Wop (That Thing)"
21. "Some Unholy War"

## Desempenho nas Paradas
| País/Paradas             | Melhor posição | Vendas/Certificação |
| ------------------------ | -------------- | ------------------- |
| Nova Zelândia - RIANZ    | 3              | 2.500 Ouro          |
| Austrália - ARIA         | 27             | 7.500 Ouro          |
| Argentina - CAPIF        | -              | 40.000 Platina      |
| Alemanha - Media Control | -              | 50.000 Platina      |
| Brasil - ABPD            | 8              | 125.000 Diamante    |

## Prêmios
- Best Music Dvd (Melhor DVD de Música) - NME Awards